# NGC 3000
NGC 3000 je dvostruka zvijezda u zviježđu Velikom medvjedu.

## Vanjske poveznice
- SEDS: NGC 3000